# Lubniewice
Lubniewiceⓘ (em alemão: Königswalde) é um município no oeste da Polônia. Pertence à voivodia da Lubúsquia, no condado de Sulęcin. É a sede da comuna urbano-rural de Lubniewice, localizada nos lagos Lubiąż e Krajnik. Lubniewsko, o maior lago da região, também está localizado nas proximidades.
Estende-se por uma área de 12,1 km², com 2 061 habitantes, segundo o censo de 31 de dezembro de 2021, com uma densidade populacional de 170,3 hab./km². É uma das menores cidades da Polônia.

## Localização
A cidade está localizada na parte central da voivodia da Lubúsquia, no condado de Sulęcin, em uma área de alta cobertura florestal; está espalhada em uma faixa estreita de terra entre dois lagos, Lubiąż e Krajnik. Além disso, há vários outros lagos próximos aos limites da cidade, por exemplo, Lubniewsko, Krzywe e Karpnik. A cidade está localizada na estrada provincial n.º 136, de onde também sai uma estrada local para Bledzewo e Skwierzyna.
Lubniewice está localizada na histórica Grande Polônia e precisamente na fronteira entre a Grande Polônia e a Terra da Lubúsquia.
Segundo os dados de 31 de dezembro de 2021, a área da cidade era de 12,1 km².

## História

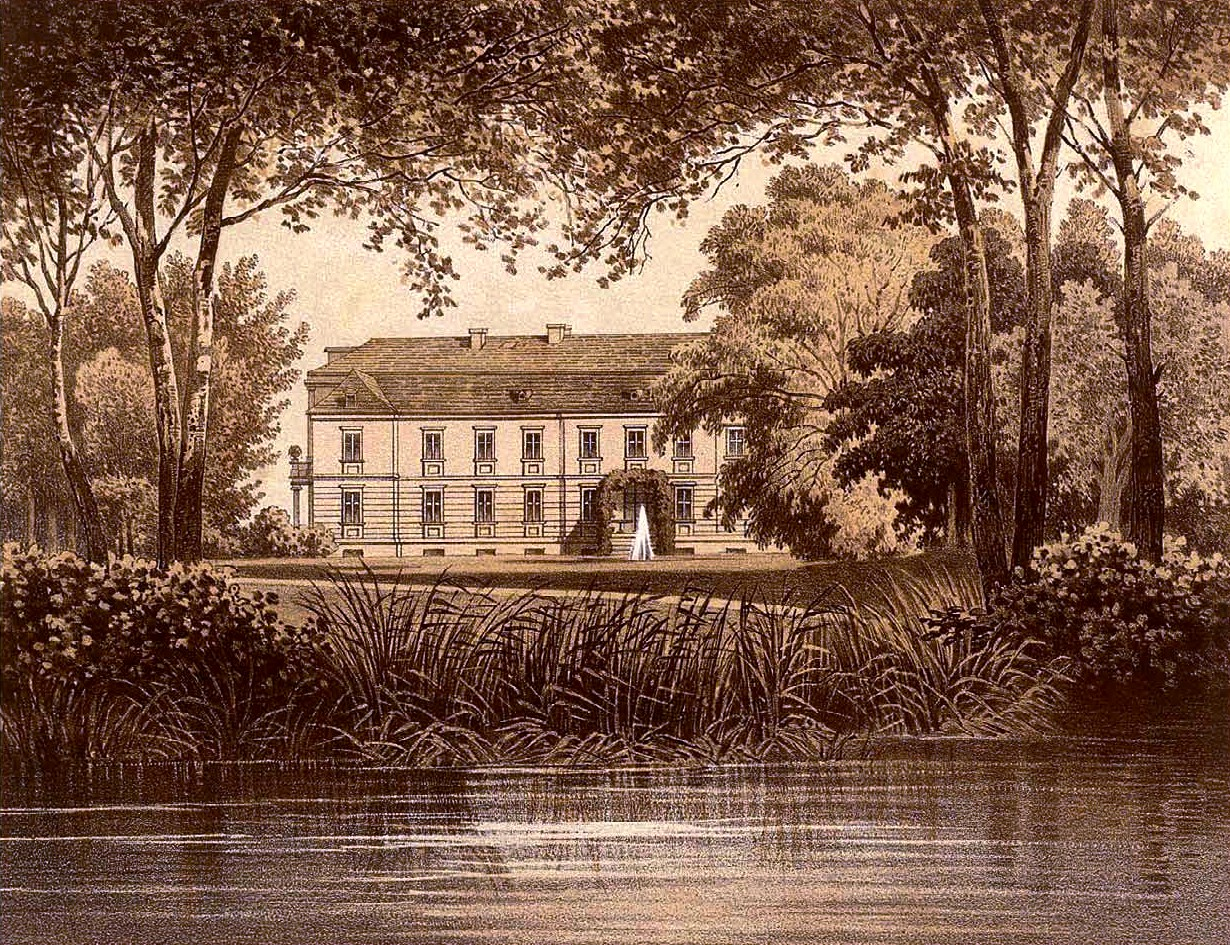
“Castelo antigo” em um desenho do século XIX

Lubniewice foi mencionada pela primeira vez em 1287, quando o nome da cidade apareceu em documentos do príncipe Przemysł II. Lubniewice fazia então parte do Ducado da Grande Polônia, dentro da Polônia dividida em distritos. Os primeiros registros do assentamento municipal datam de 1322. O Ducado de Głogów chegou até aqui, e o Duque piasta, Henrique IV, o Fiel, foi hóspede da cidade naquela época. Naquela época, o povo de Lubniewice se dedicava à caça e a uma grande variedade de artesanato.
Após a resolução do Sejm de 1658, que ordenou que a Irmandade polonesa deixasse as fronteiras da República das Duas Nações, seu grupo se estabeleceu, entre outros locais, em Lubniewice.
O pregador e ministro da igreja em Lubniewice nos primeiros anos do século XVIII foi Samuel Crell-Spinowski. Em 1751, devido à descoberta de depósitos de pedra-ume, foi aberta uma mina. Seguiu-se um rápido desenvolvimento da cidade. Logo, porém, as tropas russas que avançavam sobre Brandemburgo causaram estragos e roubos nessa mina, o que levou ao seu fechamento e à estagnação da cidade. Essa situação mudou na segunda metade do século XVIII, quando a indústria têxtil e o comércio de tecidos começaram a se desenvolver. Fazendas de bichos-da-seda começaram a ser criadas e, por fim, uma fábrica de fiação de seda foi inaugurada. Houve também um período na história de Lubniewice onde o lúpulo era cultivado nos jardins e lotes da cidade.
Em 1808, Lubniewice recebeu os direitos de cidade. Em 1945, a localidade voltou a ficar nas fronteiras da Polônia e foi classificada como aldeia. A população existente foi deportada para a Alemanha.
De 1975 a 1998, a cidade era administrativamente parte da voivodia de Gorzów.
Em 1994, o município de Lubniewice recebeu o título de “Município Mais Ecológico da Polônia”. Em 30 de dezembro de 1994, graças aos esforços do governo local e dos habitantes da cidade, Lubniewice recuperou seus direitos municipais.

## Demografia
Conforme os dados do Escritório Central de Estatística da Polônia (GUS) de 31 de dezembro de 2022, Lubniewice é uma cidade muito pequena com uma população de 1 990 habitantes (41.º lugar na voivodia da Lubúsquia e 867.º na Polônia), tem uma área de 12,11 km² (16.º lugar na voivodia da Lubúsquia e 523.º lugar na Polônia) e uma densidade populacional de 164,33 hab./km² (41.º lugar na voivodia da Lubúsquia e 874.º lugar na Polônia). Nos anos 2002–2021, o número de habitantes aumentou 6,0%.
Os habitantes de Lubniewice constituem cerca de 5,75% da população do condado de Sulęcin, constituindo 0,20% da população da voivodia da Lubúsquia.
| Descrição                         | Total      | Total     | Mulheres   | Mulheres  | Homens     | Homens    |
| --------------------------------- | ---------- | --------- | ---------- | --------- | ---------- | --------- |
| unidade                           | habitantes | %         | habitantes | %         | habitantes | %         |
| população                         | 1 990      | 100       | 1 012      | 50,9      | 978        | 49,1      |
| área                              | 12,11 km²  | 12,11 km² | 12,11 km²  | 12,11 km² | 12,11 km²  | 12,11 km² |
| densidade populacional (hab./km²) | 164,33     | 164,33    | 83,64      | 83,64     | 80,69      | 80,69     |

## Monumentos históricos
O registro provincial de monumentos inclui:
- Igreja paroquial católica romana dedicada a Nossa Senhora do Rosário, gótica de meados do século XV ao século XV, com uma torre de 1882; os móveis da igreja datam dos séculos XVII e XVIII.
- Complexo do palácio, datado dos séculos XVIII e XX:
  - palácio, construído em 1793, em estilo neoclássico; reconstruído em 1846, conhecido como o “castelo antigo”.
  - Palácio, monumental, neo-renascentista de 1909, com torre de observação neogótica, chamado de “novo castelo”.
  - Parque do século XIX
- Casa, rua Jana Pawła II (antiga rua Bohaterów Stalingradu, 35), em enxaimel e tijolos, datada de 1781.

Outros monumentos:
- Casas históricas.

Monumentos:
- Pedra comemorativa dedicada aos colonos militares do 1.º e 2.º exércitos do Exército polonês na praça Kasztanowym.

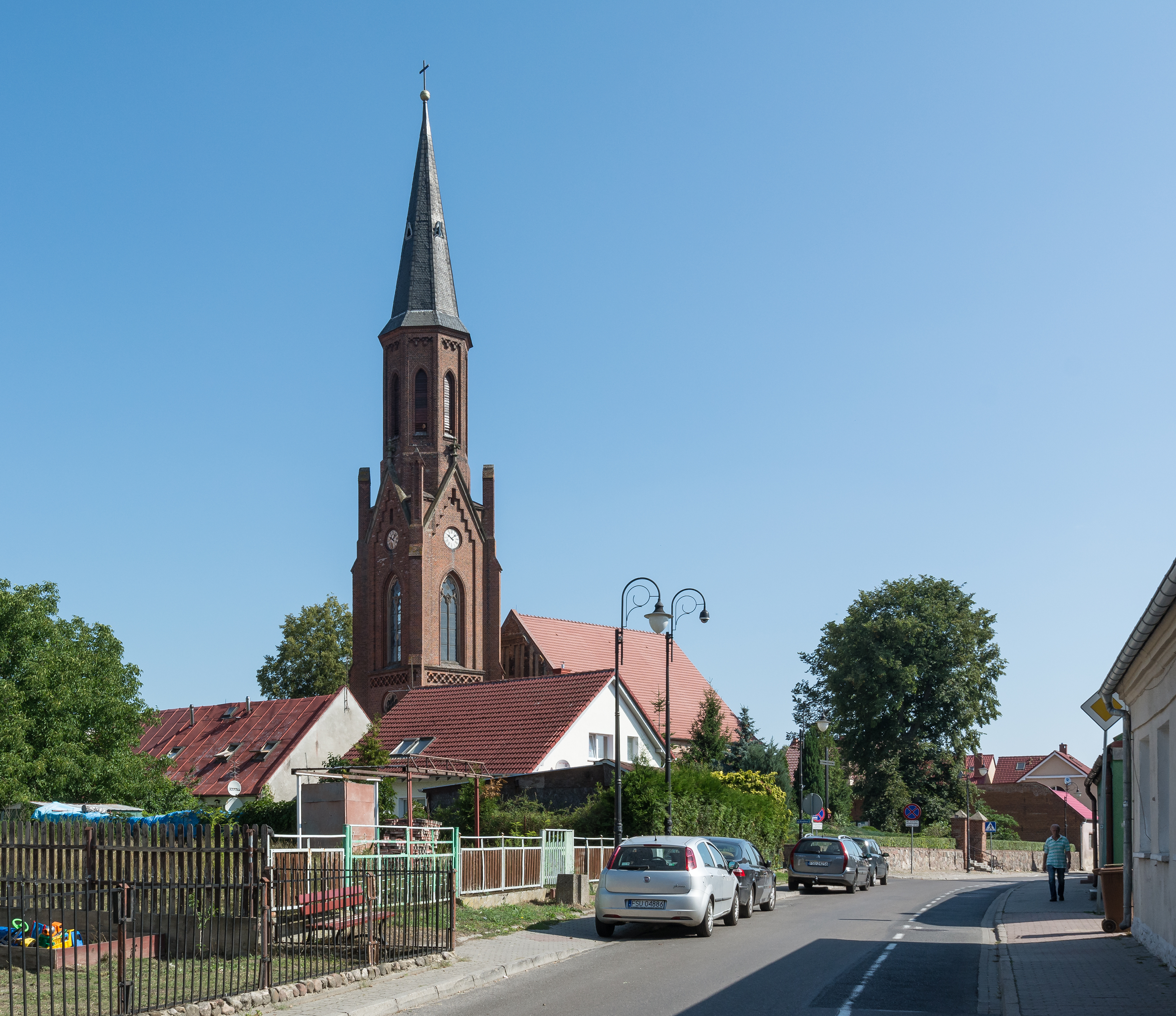
Igreja de Nossa Senhora do Rosário
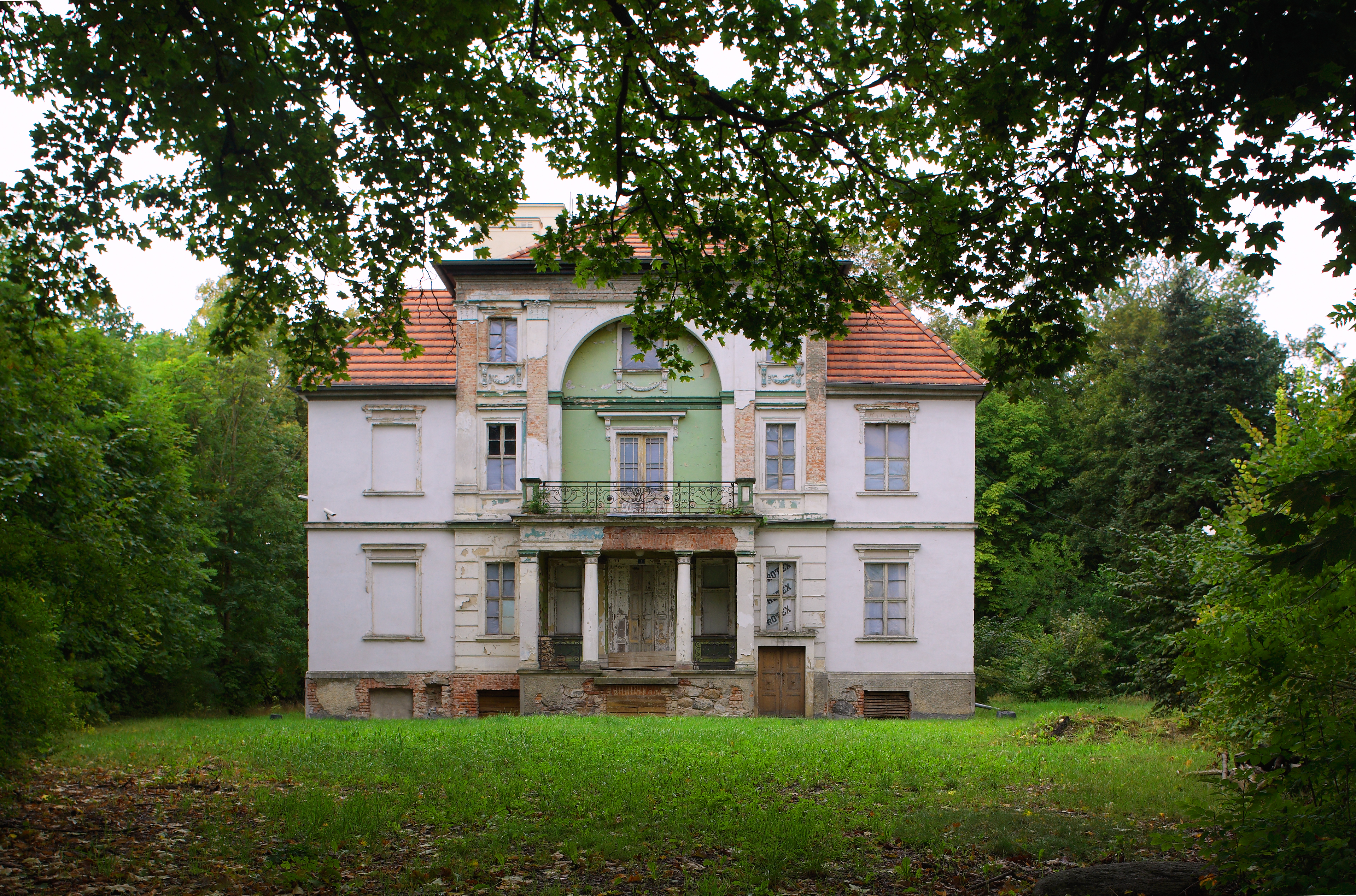
“Castelo Velho” de 1793
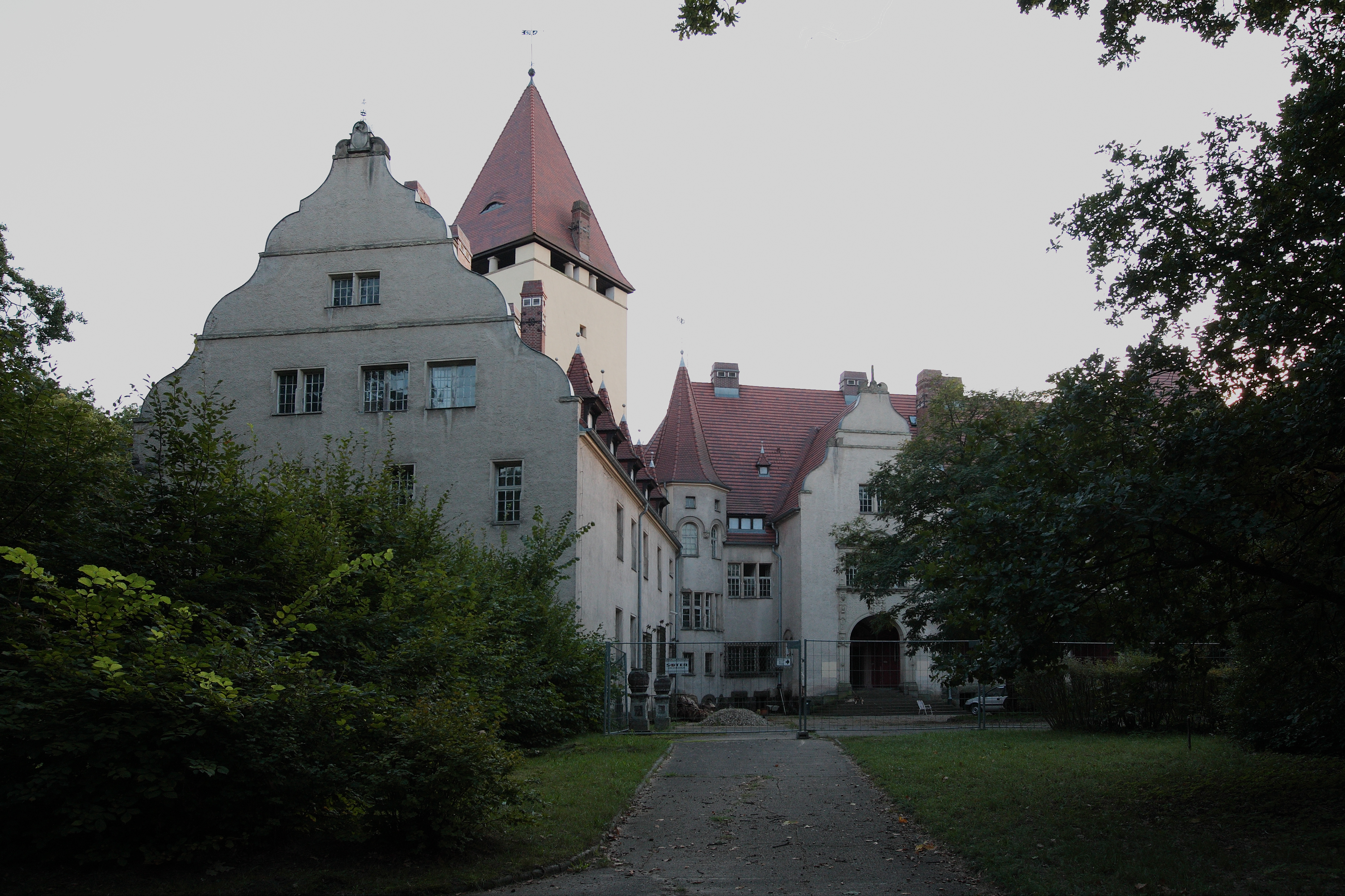
“Castelo Novo” de 1909
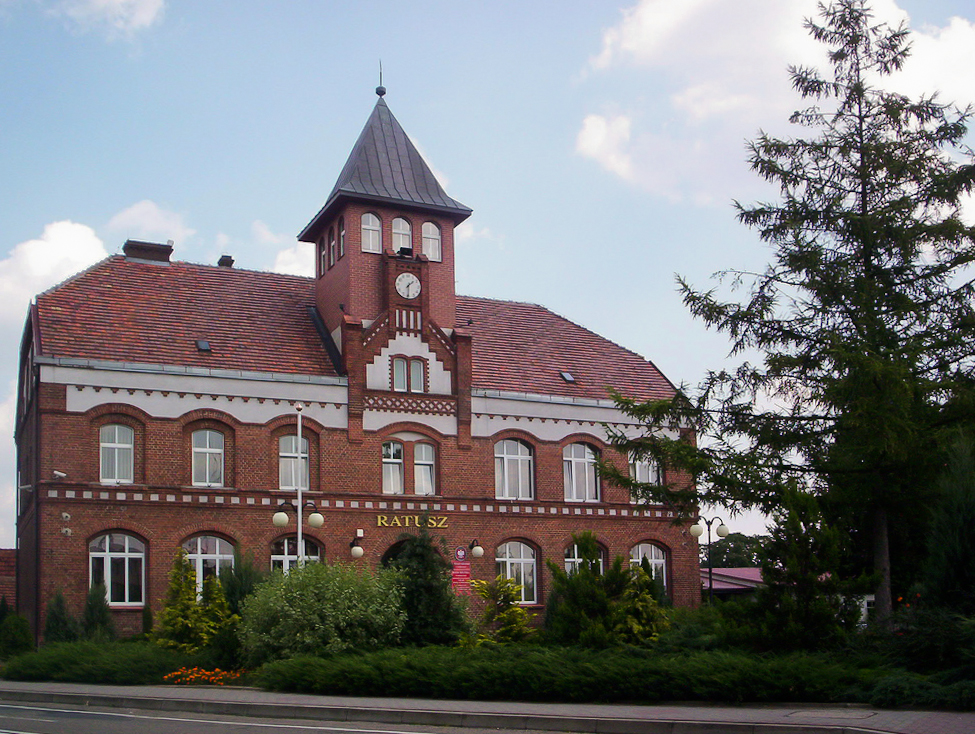
Prefeitura
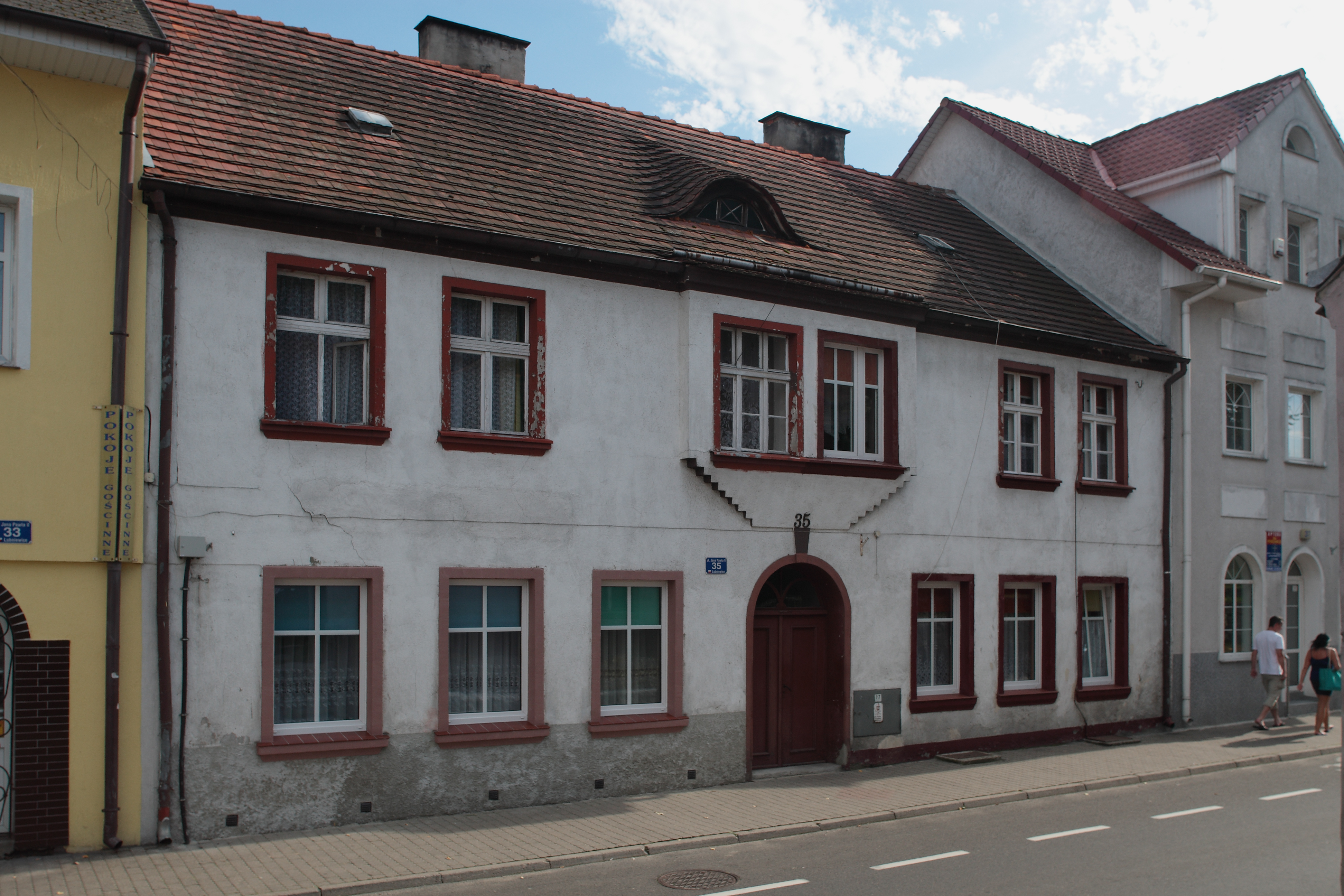
Casa na rua Jana Pawła II, 35

## Kultura

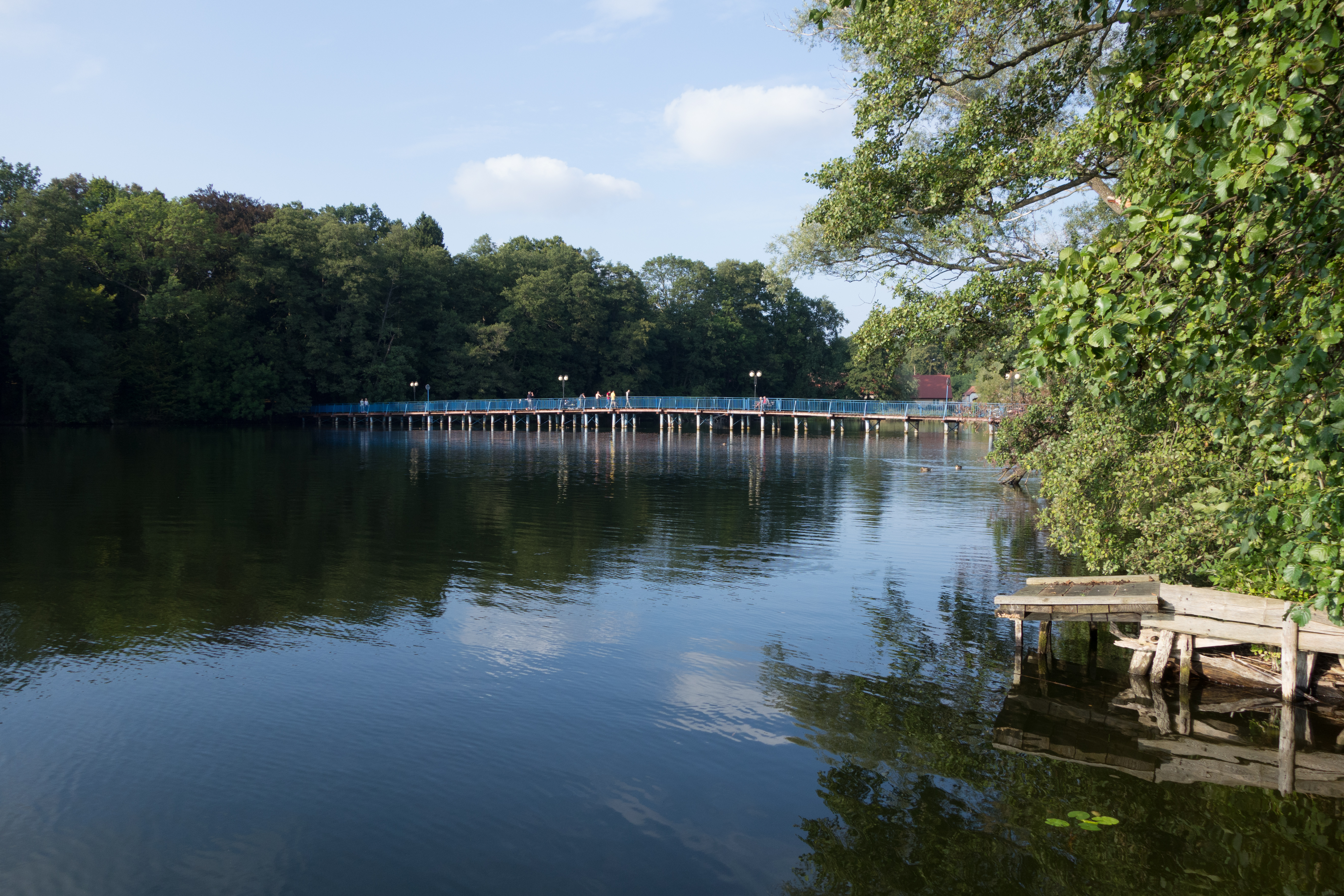
Parque do Amor Dra. Michalina Wisłocka

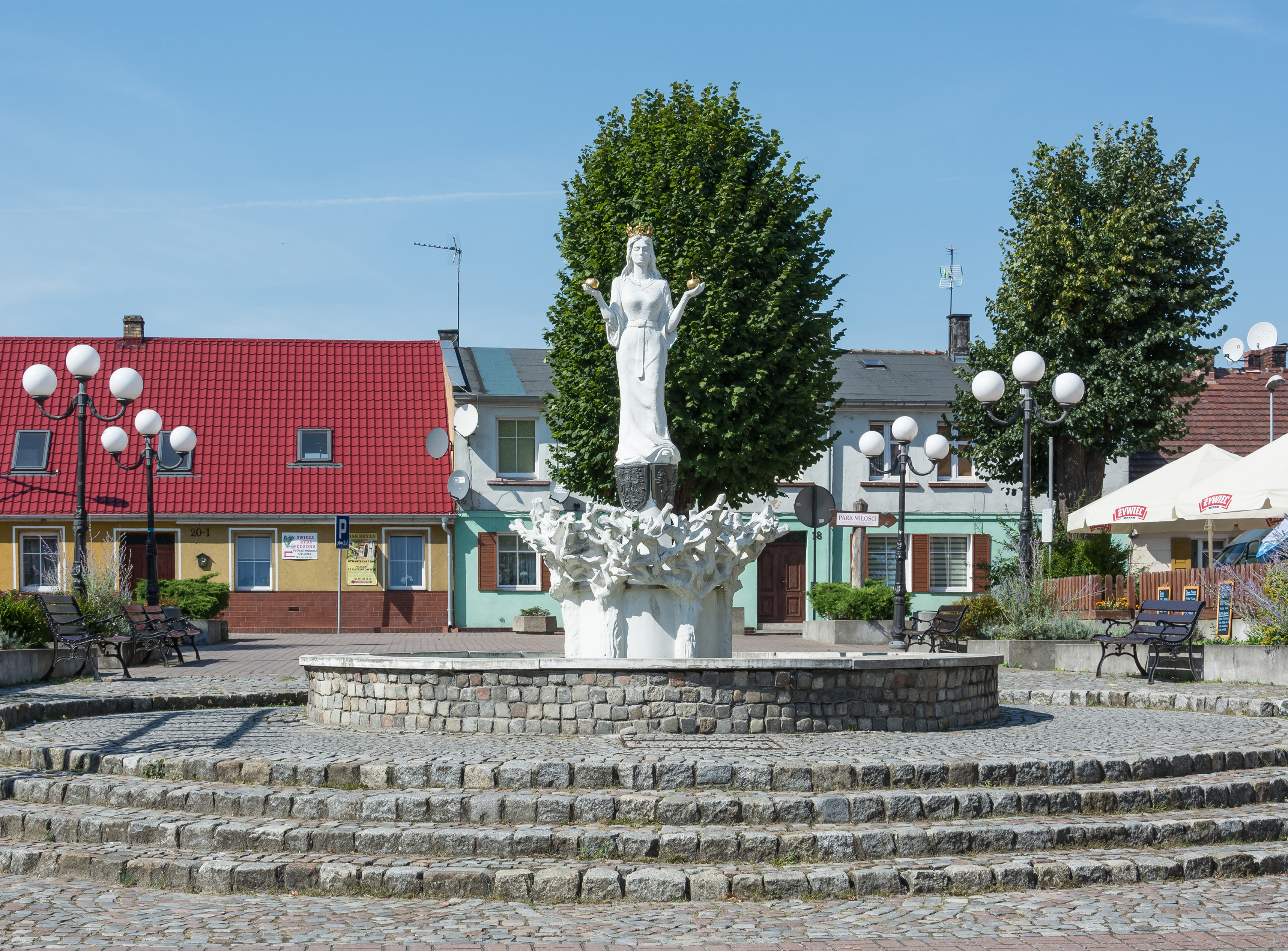
Fonte da Boa Vizinhança

Os eventos culturais cíclicos são organizados na cidade, incluindo:
- Dias de Lubniewice,
- Esportes municipais e competições de combate a incêndios,
- Oficinas artísticas,
- Festival Lubniewice Zander[13]
- Concurso Municipal de Pesca para a Taça do Prefeito de Lubniewice.[14]

## Economia
A cidade é um centro local de serviços, comércio e indústria. Há uma falta de indústrias pesadas aqui, tendo um impacto positivo sobre as atrações turísticas da cidade. As maiores empresas incluem a Usina de Processamento de Madeira “Lubdrew” e a Comissão Florestal de Lubniewice. Devido aos excelentes valores recreativos e turísticos, vários balneários e centros de recreação ativa foram instalados na cidade. O comércio e os serviços estão se desenvolvendo na cidade. Há: um centro de saúde, várias lojas, restaurantes e hotéis.

## Esportes
A cidade abriga o Lubniewiczanka Lubniewice Esporte Clube de futebol, fundado em 1948 e joga na classe do distrito de Gorzów. A sede do time é o Estádio Municipal de Lubniewice, com capacidade para 500 espectadores.